# Stefan Klaverdal
Stefan Klaverdal, född 7 mars 1975 i Stockholm, är en svensk tonsättare, ljudkonstnär och musikproducent.

## Biografi
Klaverdal har studerat komposition för bland andra Maurice Karkoff, Rolf Martinsson, Hans Gefors, Kent Olofsson och Javier Alvarez med examen från Musikhögskolan i Malmö 2003.  Han har vid sidan av eget komponerande även fortsatt som lärare vid skolan inom kompositions- och rytmikrelaterade ämnen och undervisar emellanåt också vid Konsthögskolan i Malmö. Han är en aktiv tonsättare som komponerar för en stor variation av ensembler men framför allt specialiserad inom elektronisk och vokal musik. I samband med musikhögskolan är han också verksam inom avdelningar som Elektroakustisk musik, Tvärkonstnärligt LAB och Ensemble för Ny musik. Hans ljudkonst är oftast performance-orienterad men kan också innefatta ljudinstallationer, till exempel de tre permanenta ljud- och videoinstallationerna Sinnesupplevelser på Barnsjukhuset vid Skånes universitetssjukhus i Lund 2010.
Han fick sitt internationella genombrott med verket Komplimanger (Compliments) i samarbete med nio andra konstnärer vid biennalen ArtGenda under Helsingfors Kulturhuvudstadsår 2000. År 2005 utvaldes Klaverdals verk Prayer for a King för altsaxofon och dator att framföras vid den årliga International Computer Music Associations konferens (ICMC) i Barcelona. I Sverige uppmärksammades han 2009 bland annat för sitt oratorium "Levande Vatten" beställt av Svenska Kyrkan. 2010 släpptes CD-skivan Revelations där musiken spelas av bland andra Londonbaserade Tippet Quartet. 2011 uppmärksammades han som "Composer-in-focus" vid Pytheas Center for Contemporary Music i Maine och 2014 utsågs han till "Årets kompositör" under Bergslagens Kammarsymfonikers 40:e jubileumsår.

### Sceniska verk
Klaverdal har skrivit musik till flera sceniska verk i samarbete med koreografer i Danmark, Storbritannien och Japan. 2003 skapade han tillsammans med Lisa Torun projektet Perception Factory vid Royal Opera House i London. I samband med Lund Choral Festival 2012 uruppfördes verket Ser du människa" i Lunds domkyrka. Han har under många år samverkat med sångerskan Lisa Hansson i skapandet av annorlunda operaverk och experiment som Songs of Insanity (2004) och det mångåriga projektet Den lilla vävoperan (2012) och Den stora vävoperan (2015) i samverkan med bland andra Textilmuseet i Borås. Under Operafesten i Dala-Floda 2013 arbetade han med ungdomar i det gemensamma skapandet av Operadrömmar. Hans musik finns utgiven på ett flertal cd-skivor.
I början av 2017 arbetade han som artist-in-residence hos Hälsostaden i Ängelholm med att tonsätta sjukhusmiljön, ett projekt finansierat av Medicon Valley och Region Skåne. 

## Priser och utmärkelser
Internationellt har Klaverdal uppmärksammats bland annat med förstapriset i den prestigefulla tävlingen International Competition for Electroacoustic Music and Sonic Art in Bourges (IMEB) i franska Bourges både 2006 och 2008 för den elektroakustiska musiken till Klara Elenius prisbelönta dansfilmer Mänskligt Mönster/Human Pantern och Insyn. 2011 erhöll han Prins Eugens Kulturpris.

## Verk (urval)
- Atta Unsar för blandad kör med sopransolo (1994)
- Den himmelsblåa skogen för röst och piano till text av Bo Setterlind (1995)
  1. ”Maskrosen kommer”
  2. ”Jag fann en blomma”
  3. ”Visslande från träd till träd”
  4. ”Sov, min lilla, sov”
- First Booke of Songes, sonetter för hög röst och altgitarr till text av William Shakespeare (1997)
- Rit, en magisk händelse för blandad kör a cappella (1997)
- Så stiger solen upp bakom din skugga för alt, tenor och piano till text av Magnus Utvik (1997)
- Drömsång, en wintudikt för barnkör a cappella (1997/2001)
- Jag kom från solen för röst och piano till text av Jon Milos (1998)
- Fragment av en mässa för 6 röster (1999)
- Gläd dig du Kristi brud för blandad kör (1999)
- Liten statymusik för flöjt, klarinett och fagott (1999)
- Lyjt för orkester (1999)
- Orgelrytmik för orgel och rytmik (1999)
- Utsvängningar för teorb (1999)
- Öppna, ljudinstallation (1999)
- Chant för stråkorkester (2000)
- Det som inte var förut, elektroakustisk musik (2000)
- Shuffle Your Parts för 2 pianon (2000)
- MononoM för soloflöjt (2001)
- Crucifixus, passus et sepultus est för blåsorkester (2002)
- Harmoditation för flöjt, cello och piano (2002)
- In paradisum, requiem för blandad kör a cappella (2002)
- Inter Their Bodies as Becomes Their Births för kör och piano till text av William Shakespeare (2002)
- Sequere me – Credo oratorium för tenor- och barytonsolist, blandad kör, piano och orgel (2002)
- Samtal / Conversations, elektroakustisk musik (2003)
- Dual chant för violin och dator (2003)
- Duos angelos in albis sedentes för mezzosopran, flöjt, violin och dansare (2003)
- Jesusmonolog för tuba och dator (2003)
- Libera me för 3 sopraner (2003)
- The Life of Robert Alexander för piano och stråkkvartett (2003)
- Window of Perception, elektroakustisk musik (2003)
- Judas, ett passionsoratorium för recitatör, tenor, baryton, blandad kör, orgel och dator (2003/04)
- Songs of Insanity, performanceopera (2004)
- Vägen framför andra för blandad kör (2004)
- Exaudi, Deus för blandad kör a cappella (2004)
- On Being, Shakespearian suite för saxofonkvartett och dator (2004/05)
- Prayer of a King för altsaxofon och dator (2005)
- Mänskligt mönster / Human Pattern, elektroakustisk musik till filmen Mänskligt mönster av Klara Elenius (2005)
- The Longing of Eurydice för violin, piano och elektronik (2005)
- Walpurgis för sopran, manskör, 4 slagverkare och elektronik (2005)
- The Sacred Family för stråkkvartett och dator (2005–08)
- Bonorum summum omnium för sopran, orkester och dator (2007)
- Insyn, filmmusik (2007)
- The Girl Who Used to be Delight för piano och dator (2007)
- A Home for Demons för 2 slagverkare och dator (2008)
- and then I saw för trumpet, slagverk och dator (2008)
- God's Breath för orgel och dator (2008)
- Levande vatten, ett oratorium om dopet för blandad kör, barnkör, slagverk, orgel och elektronik (2009)
- Aestival Solstice för 2 blockflöjter, carillon och tape (2009)
- Eyes Like a Flame of Fire för sopranblockflöjt och dator (2009)
- For the Love of Money för manskör och elektronik till text av Joshua A. Norton (2009)
- He Fell to the Ground, acts 9:4 för liten orkester (2009)
- I Heard Behind me a Loud Voice för tuba och elektronik (2009)
- And When I Turned för kammarensemble (2009)
- Sinnesupplevelser, tre permanenta ljud och video installationer på Lunds Barn- och Ungdomssjukhus (2010)
- One of the Seven Angels förbasklarinett (2010)
- The Sound I Heard för gitarr, elbas och trummor (2010)
- Misrau Ca för el-violin, klarinett och 2 datorer (2011)
- Music from Caves / A Kind of Rebirth för brassband och 3 slagverkare (2011)
- Resonate, a Reconstruction of Fragments from Beethovens sonat, op. 27 för fyrhändigt piano (2011)
- Sång till eftertanke för sopran, basklarinett och orgel (2011)
- Vad är grenens fel? för barnkör och stråkkvartett (2011)
- Vlaia för el-violin och elektronik (2011)
- Yriu Cair för piano, bas och trummor (2011)
- Allt är så underligt fjärran idag för blandad kör (2012)
- Ser du människa?, ljud- och musikhändelse i Lunds domkyrka för blandad kör, skådespelare, dator och mässa (2012)
- there will be earthquakes för el-violin och dator (2012)
- Jag ville vara en annan för blandad kör, el-violin, el-klarinett och datorer (2013)
- Rosa rorans bonitatem för blandad kör och dator (2013)
- Vem är min medmänniska? försaxofonkvartett och sångkvartett (2013/2015)
- thoughts and reflections för cello och piano (2014)
- to trace the forests wild för orkester (2014)
- Den lilla vävoperan för sång, tal, vävstolar & datorer, tillsammans med Lisa Hansson (2015)
- Den stora vävoperan för 3 solister, violin, slagverk, harpa, gitarr och elektronik till text av Lisa Hansson (2015)
- Mitt lyckliga liv, en (barn)kammaropera för 2 solister, violin, gitarr och dator med libretto av Rose Lagercrantz (2016)